# 三分一博志
三分一 博志（さんぶいち ひろし、1968年（昭和43年）‐）は、日本の建築家。三分一博志建築設計事務所主宰。日本建築学会賞作品賞、吉岡賞などを受賞。

## 概要
広島を基点として瀬戸内に根ざし活動を行っている。建築がいかにして地球の一部になりうるかを一環としたテーマとして掲げ、作品を発表し続ける。そのため「地球にも人にも認めてもらえる建築」の創造のため、対象となる土地の自然、風土、歴史、人のみならず「動く素材」である風、水、太陽などまでを念入りに観察・分析することから始め、現地に四季を通して通いつめ写真に記録し、それを元に設計を行う。撮りだめた写真は2019年現在で10万点を超え、2016年には写真展も開催された。こうした活動は国内のみならず、海外でも高く評価された。犬島アートプロジェクト「精錬所」（2008年）、六甲枝垂れ（2010年）、「宮島弥山展望台」（2013年）、「直島ホール／直島の家-またべえ」（2015年 ）、「おりづるタワー」（2016年）などが特に注目された。広島県在住。

## 略歴
- 1968年 山口県生まれ。
- 1992年 東京理科大学理工学部建築学科卒業。
- 1992～96年 小川晋一アトリエ勤務。
- 1997年 三分一博志建築設計事務所設立。
- 現在、山口大学非常勤講師、デンマーク王立芸術アカデミー特別講師。
- 2016年4月15日～6月11日 三分一博志展「風、水、太陽」開催。

出典

## 受賞歴
- 1996年 SD Review 入選 - Running Green Project
- 1998年 日経デジタルデザインコンペティション（実施部門）最優秀受賞
- 2000年 SD Review 2000 新人賞 - Running Green Project
- 2001年
  - グッドデザイン賞 - Running Green Project
  - SD Review 2001 朝倉賞 - 三輪窯
- 2002年 青森市北国型集合住宅国際設計競技 佳作
- 2003年 第19回吉岡賞 - エアーハウス
- 2011年
  - 第4回日本建築大賞 - 犬島アートプロジェクト「精錬所」
  - 日本建築学会賞作品賞 - 犬島アートプロジェクト「精錬所」
- 2017年 日本建築学会賞作品賞 - 直島ホール
- 2019年 村野藤吾賞 - 直島ホール

出典

## 作品

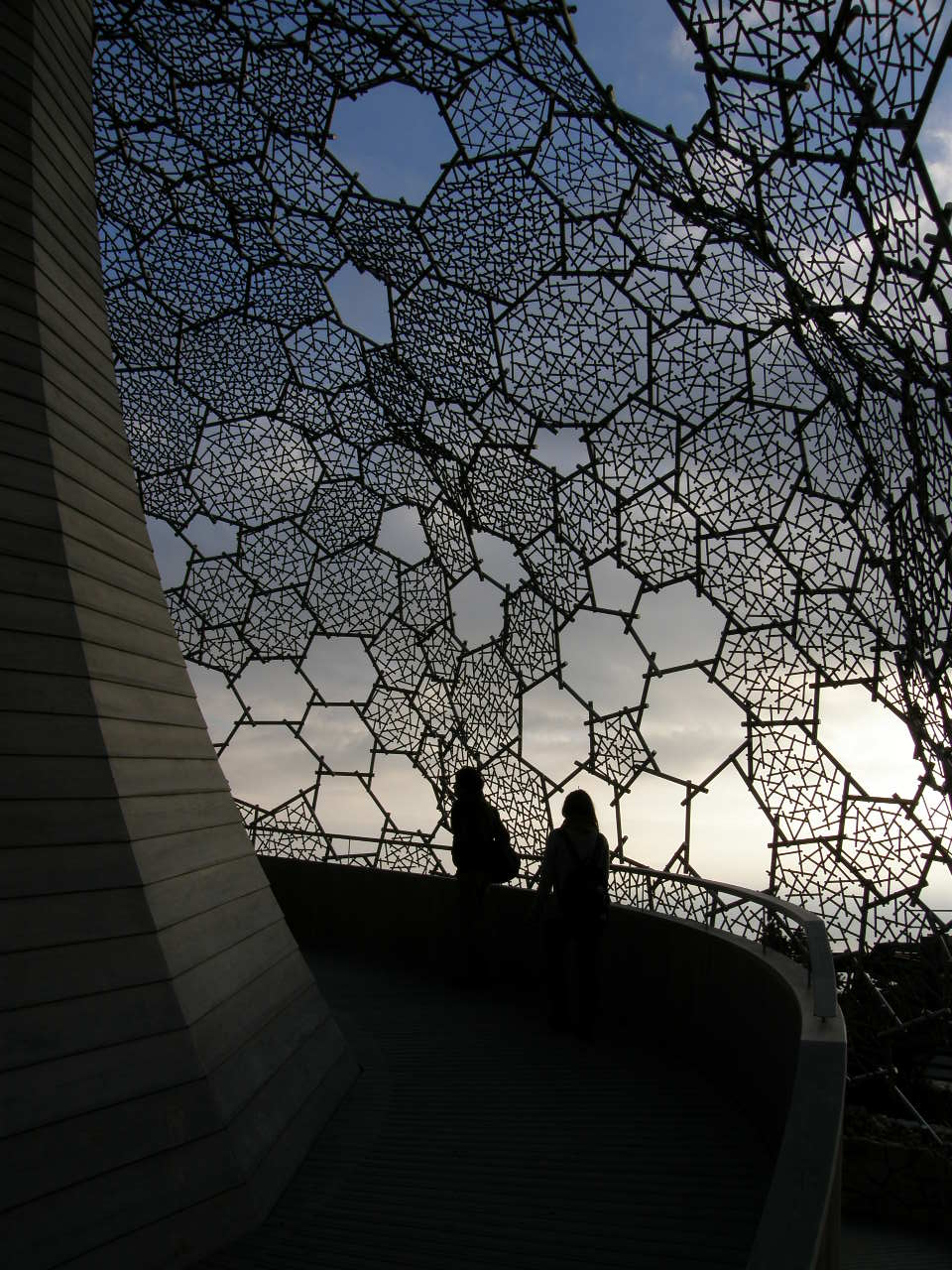
「六甲枝垂れ」2010年7月

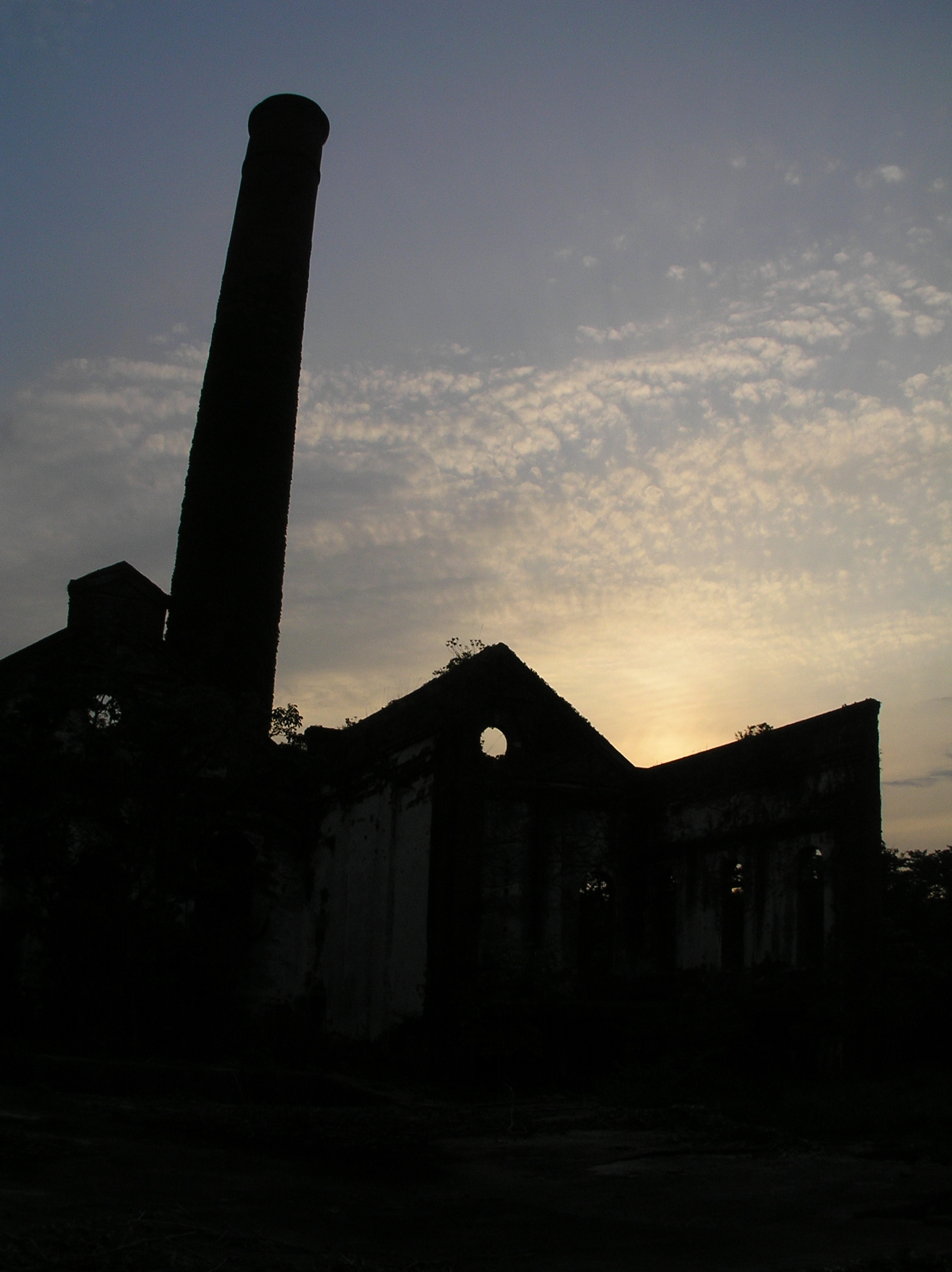
「犬島精錬所美術館」で日本建築大賞受賞

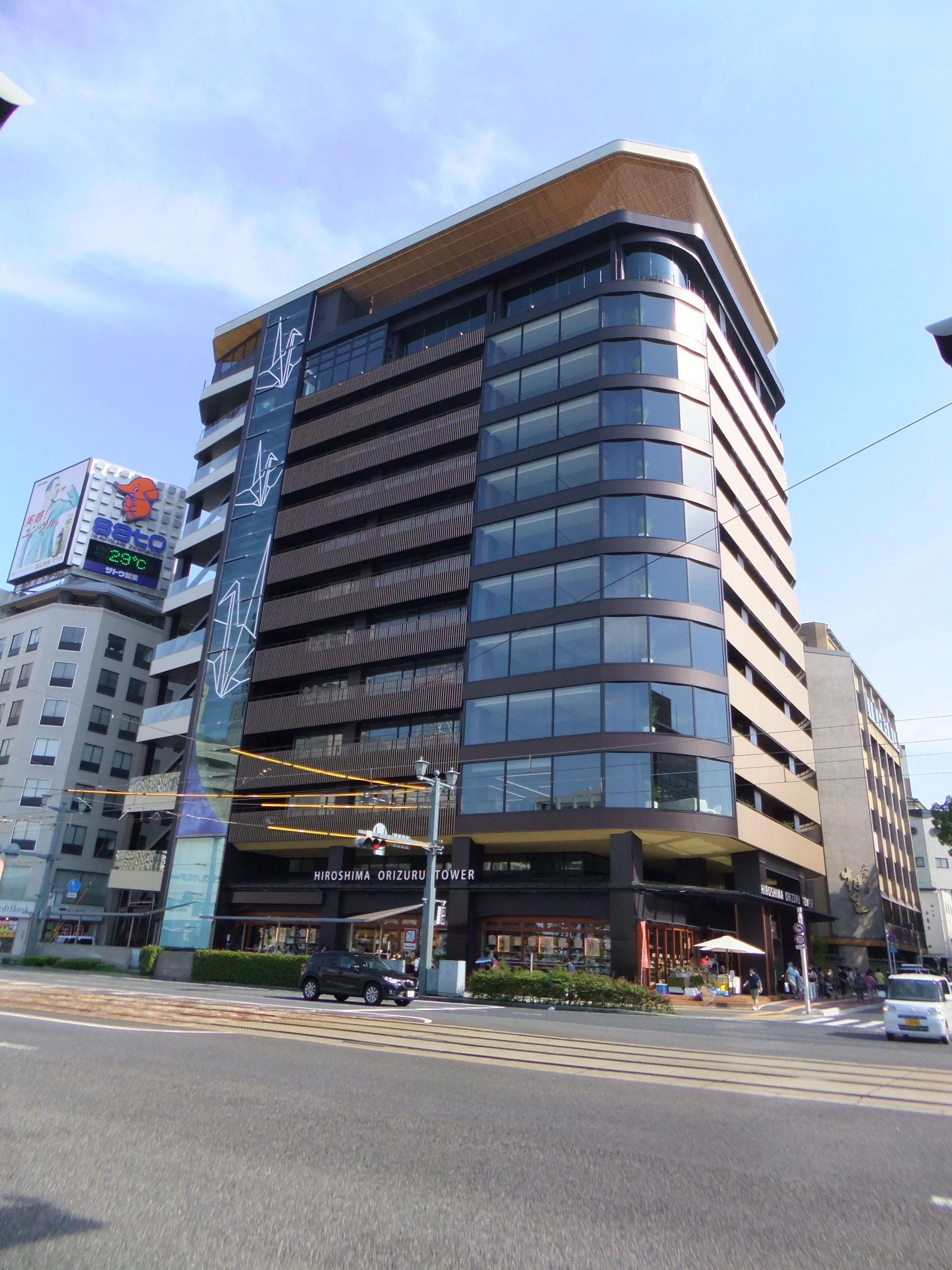
「おりづるタワー」2016年7月

| 名称                              | 年     | 所在地           | 国   | 状態 | 備考           |
| --------------------------------- | ------ | ---------------- | ---- | ---- | -------------- |
| ケース・スタディ・ハウス          | 2000年 | 広島市安佐南区   | 日本 |      |                |
| Running Green Project             | 2001年 | 山口県下関市     | 日本 |      |                |
| LESS                              | 2001年 | 広島県東広島市   | 日本 |      |                |
| エアーハウス                      | 2001年 | 山口県萩市       | 日本 |      |                |
| テラス・ハウス                    | 2002年 | 広島市東区       | 日本 |      |                |
| 三輪窯                            | 2002年 | 山口県萩市       | 日本 |      |                |
| クリニック                        | 2003年 | 広島市佐伯区     | 日本 |      |                |
| ancora production + pizzeria      | 2003年 | 山口県山口市     | 日本 |      |                |
| 北向傾斜住宅                      | 2003年 | 山口県           | 日本 |      |                |
| 角田歯科医院                      | 2004年 | 広島県大竹市     | 日本 |      |                |
| 民家再生計画                      | 2005年 | 広島県           | 日本 |      |                |
| ストーンハウス                    | 2005年 | 島根県           | 日本 |      |                |
| brood                             | 2005年 | 広島市安佐南区   | 日本 |      |                |
| ののやま矯正歯科医院              | 2006年 | 広島県東広島市   | 日本 |      |                |
| 太陽の家                          | 2007年 | 東京都           | 日本 |      |                |
| Base Valley                       | 2007年 | 山口県           | 日本 |      |                |
| プロジェクト・ウエスト            | 2008年 | 瀬戸内           | 日本 |      |                |
| 犬島精錬所美術館                  | 2008年 | 岡山市東区       | 日本 |      |                |
| Wood Egg お好み焼館               | 2008年 | 広島市西区       | 日本 |      |                |
| Energy Penthouse                  | 2008年 | 広島県           | 日本 |      |                |
| MIYAJIMA OFFICE 船倉税理士事務所  | 2008年 | 広島県廿日市市   | 日本 |      |                |
| 六甲枝垂れ                        | 2010年 | 兵庫県神戸市灘区 | 日本 |      |                |
| 三輪窯II（不走庵）                | 2010年 | 山口県萩市       | 日本 |      |                |
| 速度の家                          | 2010年 | 広島県           | 日本 |      |                |
| HAKUSHIMA OFFICE 船倉税理士事務所 | 2011年 | 広島市中区       | 日本 |      |                |
| 風と水のコックピット              | 2013年 | 香川県直島町     | 日本 |      |                |
| 宮島弥山展望休憩所                | 2013年 | 広島県廿日市市   | 日本 |      |                |
| 直島ホール                        | 2015年 | 香川県直島町     | 日本 |      |                |
| 直島の家 またべえ                 | 2015年 | 香川県直島町     | 日本 |      |                |
| おりづるタワー                    | 2016年 | 広島市中区       | 日本 |      | 既存建物の改修 |